# Мамо Волде
Дегага (Мамо) Волде (англ. Degaga 'Mamo' Wolde, амх. ደጋጋ ("ማሞ") ዎልደ; 12 июня 1932, Дирре-Джилле — 26 мая 2002, Аддис-Абеба) — эфиопский легкоатлет, бегун на длинные и средние дистанции. Олимпийский чемпион 1968 года в марафоне, призёр Олимпийских игр 1968 года в беге на 10 000 метров и Олимпийских игр 1972 года в марафоне.

## Биография
Дегага Волде родился в июне 1932 года в деревне Дирре-Джилле, в 40 милях от Аддис-Абебы. Его родители умерли, когда он был ещё ребёнком, и его воспитал крестный отец. После окончания школы Дегага поступил на военную службу и был принят в состав дворцовой стражи императора Хайле Селассие, где служил и другой будущий знаменитый эфиопский легкоатлет Абебе Бикила. В 1951—1953 годах он принимал участие в миротворческой операции в Корее.
В 1956 году Мамо Волде принял участие в Олимпийских играх в Мельбурне, где участвовал в соревнованиях в беге на дистанции 800 и 1500 метров, а также в эстафете 4×400 метров. Как вспоминал сам спортсмен, дорога в Австралию заняла восемь дней, и эфиопская делегация прибыла к месту соревнований «полумёртвой», так что хороших результатов ждать не приходилось. В обоих своих квалификационных забегах Мамо занял последнее место. Игры 1960 года в Риме он пропустил, но ещё через четыре года, в Токио, участвовал уже как стайер — в беге на 10 000 метров, где остался четвёртым, и на марафонской дистанции.
В 1968 году, на Олимпийских играх в Мехико, в условиях, близких к его родным эфиопским возвышенностям, Мамо Волде завоевал серебряную медаль в беге на 10 000 метров: его опередил только кениец Нафта Тему. Через семь дней на марафонской дистанции они с Тему вместе совершили побег из лидирующей группы. Тему позже выдохся, и эфиопский бегун оторвался от ближайшего преследователя на полных три минуты, успев сделать круг почёта по стадиону прежде, чем серебряный призёр пересёк финишную черту. По возвращении на родину он получил звание капитана. Через четыре года в Мюнхене Мамо Волде, которому к тому моменту было уже 40 лет, сумел завоевать бронзовую медаль (сам он был убеждён, что одержать вторую победу ему помешали только неудобные беговые туфли, причинявшие ему боль с первого шага), а в 1973 году стал чемпионом Африки по марафону.
В 1974 году, после военного переворота, в результате которого был отстранён от власти император Хайле Селассие, многие члены дворцовой гвардии были казнены, но международная известность Мамо Волде спасла ему жизнь и он смог продолжать работать тренером. После падения режима Менгисту Хайле Мариама в 1991 году членам местного совета, в который входил Мамо, были предъявлены обвинения в участии в «красном терроре» в годы правления Менгисту. Мамо Волде был среди тех, кому было предъявлено обвинение в убийстве: он обвинялся в том, что застрелил 15-летнего мальчика в 1978 году. В 1993 году олимпийский чемпион был заключён в тюрьму. Мамо Волде доказывал, что его участие в убийстве было формальным и вынужденным (под угрозой обвинения в контрреволюционной деятельности) и сводилось к присутствию и «контрольному выстрелу», делая который, он сознательно промахнулся.
Находясь в тюрьме, Мамо Волде тяжело заболел. У него развился бронхит, ухудшились слух и зрение и начались боли в печени. Суд над ним неоднократно откладывался, пока в январе 2002 года он не был наконец признан виновным и приговорён к шести годам лишения свободы. Поскольку он провёл в предварительном заключении уже девять лет, Мамо был освобождён сразу по окончании суда. Он был лишён офицерской пенсии и вынужден вернуться к тренерской работе. Олимпийский комитет Эфиопии и отдельные спортсмены во главе с Хайле Гебреселассие собрали ему в помощь около 30 тысяч быров (порядка 4000 долларов). Несколько месяцев спустя Мамо Волде умер в своём доме в Аддис-Абебе, в кругу семьи (после него остались вдова и трое детей).

## Увековечение памяти
В 2003 году памятник Мамо Волде был открыт в баскском городе Эльгойбар, где он в 1963 году стал первым африканским участником традиционного кросса и за шесть лет (с 1963 по 1968 год) выиграл его четыре раза. Статуя Мамо Волде также была воздвигнута на кладбище Св. Иосифа в Аддис-Абебе рядом со статуей Абебе Бикилы, но в начале 2007 года оба изваяния были разрушены неизвестными вандалами. Через три года, в 2010 году, статуя Абебе Бикилы была восстановлена на собранные по подписке средства, но памятник Мамо Волде всё ещё не восстановлен.